# 国立病院機構大牟田病院
独立行政法人国立病院機構大牟田病院（どくりつぎょうせいほうじんこくりつびょういんきこうおおむたびょういん）は福岡県大牟田市の医療機関。国立病院機構に所属する病院であり、現在は政策医療分野における神経・筋疾患、呼吸器疾患への専門的医療、重症心身障害児・者への専門的療育、および認知症診療を中心とした医療を提供している。

## 概要
当初は日本医療団の結核療養所として創設され、戦後の厚生省移管により国立療養所となった。結核患者の減少と政策医療の推進により、現在の病棟構成は神経難病病棟（100床）、重症心身障害児・者病棟（80床）、筋ジストロフィー病棟(80床）、結核病棟（20床）、呼吸器内科・外科（120床）となっている。また、福岡県認知症医療センターが設置され認知症診療における地域中核病院として機能している。
1940年代に俳人の野見山朱鳥が入院していたことがある。

## 沿革
- 1944年（昭和19年）4月1日 - 日本医療団福岡銀水園として創設
- 1947年（昭和22年）4月1日 - 国立療養所屋形原病院の分院となる[1]
- 1947年（昭和22年）8月1日 - 国立療養所銀水園として独立[1]
- 1977年（昭和52年）4月1日 - 国立療養所大牟田病院と改称する
- 2004年（平成16年）4月1日 - 独立行政法人化により国立病院機構大牟田病院となる[2]
- 2004年（平成16年）12月1日 - 国立病院機構筑後病院を統合する[2]
- 2024年（令和6年）5月2日 - 男性介護職員らが、筋力が衰える難病・筋ジストロフィーや体を動かせない難病の入院患者らに性的虐待をしていたとして、院長らが会見し、謝罪する

## 診療科
- 内科
- 神経内科
- 呼吸器科
- 循環器科
- 小児科
- 外科
- 呼吸器外科
- リハビリテーション科
- 放射線科
- 麻酔科

## 医療機関の指定
出典
| 福岡県認知症医療センター指定   | 結核予防法指定機関         |
| 生活保護法指定機関             | 戦傷病者特別援護法指定機関 |
| 労働者災害補償保険法指定機関   | 公害健康障害補償法指定機関 |
| 原子爆弾被害者医療指定医療機関 |                            |

## 学会認定
出典
| 日本呼吸器学会認定施設                                      | 日本呼吸器内視鏡学会認定施設 |
| 日本内科学会認定教育関連病院                                | 日本神経学会認定教育施設     |
| 日本外科学会外科専門医制度修練関連施設                      | 日本胸部外科学会             |
| 日本呼吸器外科学会呼吸器外科専門医認定基幹施設              | 日本認知症学会教育施設       |
| 日本静脈経腸栄養学会・NST（栄養サポートチーム）稼働施設認定 | 日本高血圧学会専門医認定施設 |
| 日本循環器学会認定循環器専門医研修関連施設                  | 放射線科専門医修練機関       |

## アクセス

### 鉄道
- JR
  - 九州新幹線新大牟田駅から車で5分
  - 鹿児島本線吉野駅から徒歩10分
- 西鉄
  - 西鉄天神大牟田線倉永駅から徒歩12分

### バス
- 西鉄バス大牟田57番（吉野循環）「大牟田病院前」から徒歩すぐ

### 自家用車
- 九州自動車道南関インターチェンジから車で約10分

## 外部サイト
- 独立行政法人国立病院機構 大牟田病院ウェブサイト
- 独立行政法人国立病院機構ウェブサイト